# Tonio Kröger (novela)
Tonio Kröger es una novela corta de Thomas Mann publicada en 1903, cuyo protagonista, que tiene rasgos inequívocamente autobiográficos, ve un contraste infranqueable entre el arte y la burguesía. Fue escrita entre diciembre de 1900 y noviembre de 1902. Mann había planeado al principio llamarla "Litteratur", que habría señalado el centro temático de la obra. La novela fue tanto un éxito de público como de crítica y es hasta hoy la más leída de Thomas Mann.

## Estructura
La novela consiste en nueve capítulos y un giro de la trama que se inicia en el quinto. Hasta ese momento se narra la juventud y el devenir como escritor del protagonista, a partir del sexto capítulo se describe su viaje al norte. Si bien la trama acusa un desarrollo narrativo, tiene lugar sobre todo en los procesos mentales, reflexiones y conversaciones de Tonio Kröger. El crítico literario Marcel Reich-Ranicki dijo al respecto: "No hay trama y en el fondo, tampoco desarrollo, sino cuadros anímicos y descripciones de estados mentales, mezclados con confesiones y reflexiones más o menos fugaces y, sobre todo, con discusiones de cuestiones teóricas, sobre todo estéticas." Los capítulos están interconectados por motivos semejantes, así como situaciones y figuras retornantes. La obra abarca un período de aproximadamente dieciséis años, comenzando cuando Tonio Kröger tiene catorce años y extendiéndose por dos años en los dos primeros capítulos. En el tercer capítulo tiene lugar un salto en el tiempo de varios años entre la partida de la ciudad natal y el reconocimeinto como escritor. Lo narrado entre el cuarto y el noveno capítulo transcurre entre la primavera y el otoño de 1899 y constituye una unidad temporal.

## Trama

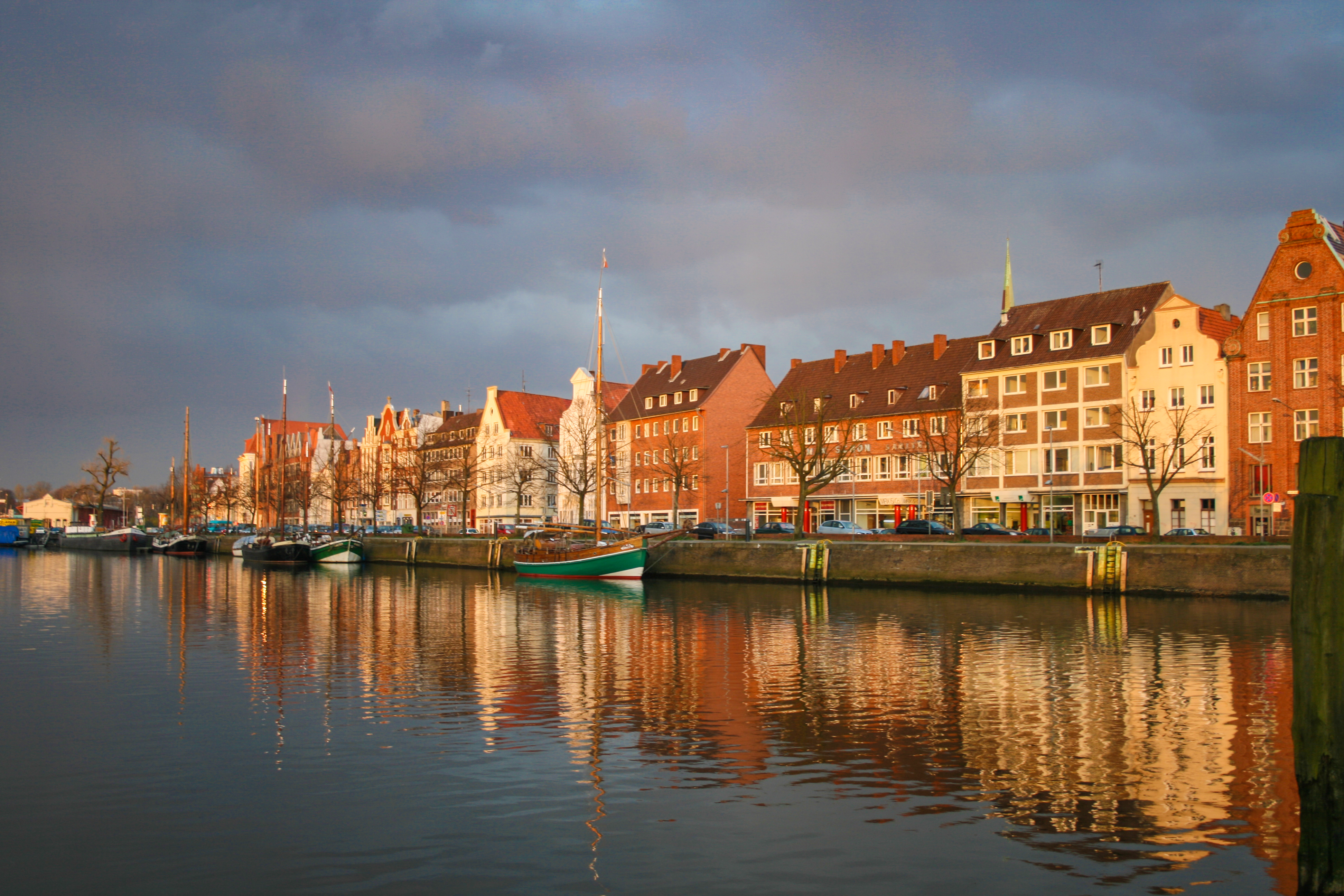
Río Trave en Lübeck.

Tonio es hijo del del cónsul Kröger, un mayorista de granos, y de su bella esposa sureña. De ella heredó los ojos oscuros y la afilada cara. Su nombre extranjero, que tiene una cierta resonancia exótica, proviene de su tío Antonio. Vive en una antigua ciudad en el Mar Báltico.
Cuando tiene catorce años queda impresionado por Hans Hansen, un rubio de ojos azules, un chico fresco, sencillo y llamativamente guapo. Tonio lo ama y quiere su amistad y cariño. Hans Hansen es lo opuesto a Tonio Kröger en todos los aspectos, no solo en apariencia, sino también en personalidad: un atleta que ama los "libros de caballos". Tonio, en cambio, toca el violín, lleva un cuaderno con versos que ha escrito, se conmueve con un episodio de Don Carlos de Schiller y en su tiempo libre se acuesta solo en la playa y observa la superficie misteriosamente cambiante del mar, mientras otros niños se dedican al deporte. En la escuela, su mente divaga, ve a través de las debilidades personales de los maestros y sus malos modales lo repelen. Trae a casa las "notas más patéticas". Tonio se siente un extraño entre los demás estudiantes y los profesores lo rechazan en secreto. Hans Hansen, sin embargo, observa una cierta superioridad en Tonio, la capacidad de poner en palabras las cosas difíciles. Tonio envidia, por otra parte, un poco a Hans Hansen por su sencillez, que le gana la simpatía de los demás. Hans Hansen tolera su cercanía, pero eso es todo lo que Tonio obtiene de él. En última instancia, los dos siguen siendo extraños el uno para el otro y Tonio sufre ya que sabe que su amor no puede ser correspondido: "Aquel cuyo amor es más intenso se halla siempre en situación de inferioridad, por lo que necesariamente sufre más".

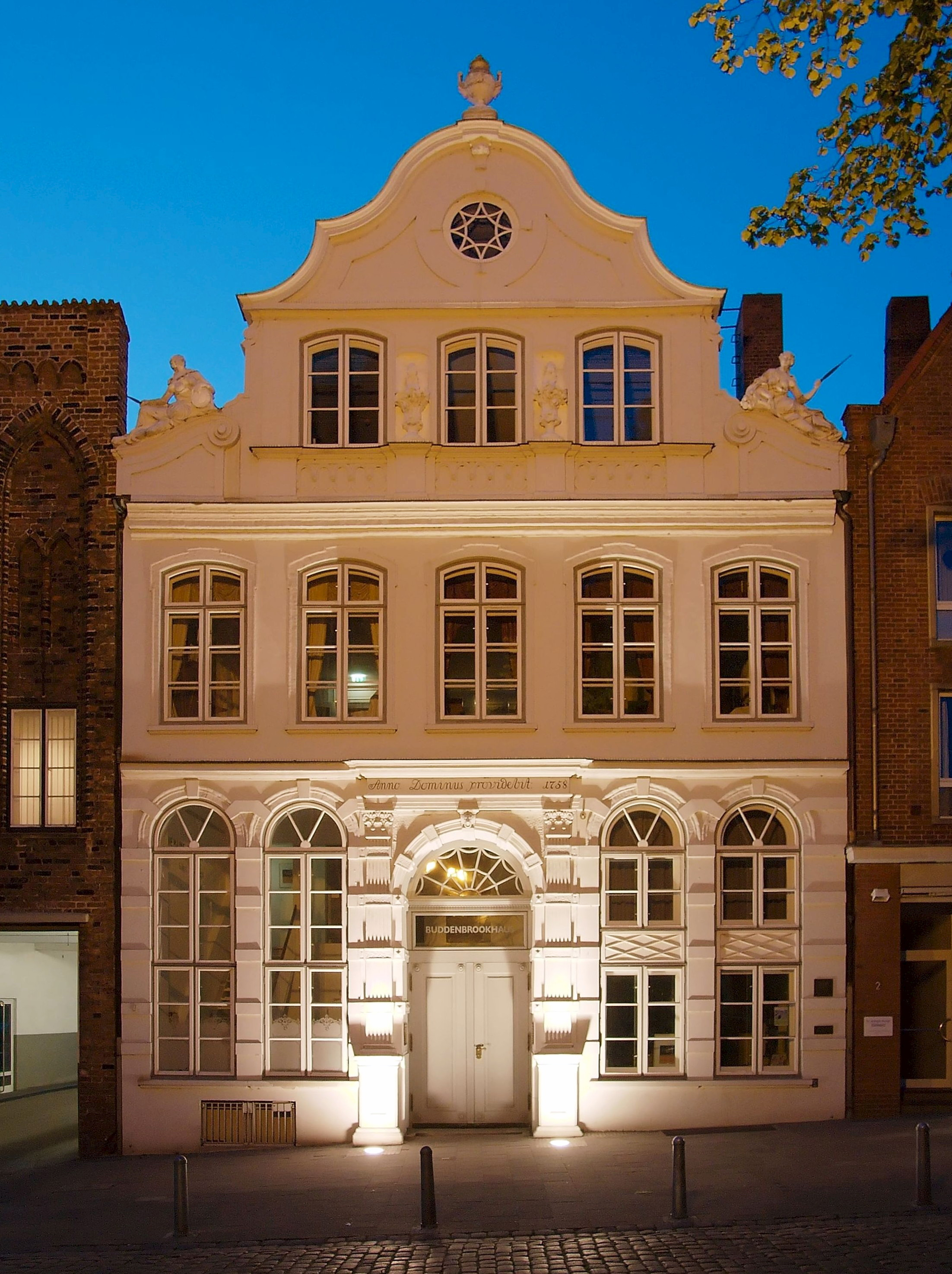
La casa de los abuelos de Thomas Mann, llamada "Buddenbrookhaus" en la Mengstraße 4, Lübeck.

El maestro de baile François Knaak llega de Hamburgo a la cercana ciudad natal de Tonio Kröger. Las lecciones de baile se hacen por turnos en casas particulares, exclusivamente para miembros de las primeras familias. Tonio Kröger también participa. Está asombrado de cómo este François Knaak afectado y narcisista, "cuya sedosa levita negra se acurruca tan maravillosamente alrededor de sus caderas gordas", crea un efecto. En sus enseñanzas prefiere hablar francés "y no hay palabras para describir cuán maravillosamente producía el sonido nasal".
Tonio, de dieciséis años, se ha enamorado de  Inge Holm, una rubia de ojos azules. En la lección de baile, sin embargo, no se atreve a hablarle, y la alegre y despreocupada Inge lo pasa por alto. Similar a él es Magdalena Vermehren, que a menudo se cae en las clases. Con sus grandes ojos oscuros  y la cabeza gacha mira a Tonio de lejos. Está interesada en sus versos y le ha pedido dos veces que se los muestre. Se acerca a él cuando se trata de elegir pareja de baile."¿Pero por qué debería hacerlo? Él, ama a Inge Holm, la rubia y divertida Inge, quien ciertamente lo desprecia porque escribe cosas poéticas. El amor de Tonio se mezcla con "un anhelo envidioso, un dolor amargo, urgente, de ser excluido de ella y ser para ella un extraño para siempre." Todo su intelecto y temperamento estético más fino no pueden asegurarle el amor y la cercanía de Inge o Hans."Tonio Kröger disfruta de la literatura sin mundo… y sufre por ello. Hans Hansen e Ingeborg Holm, en cambio, disfrutan del mundo sin literatura sin remordimientos". Magdalena Vermehren con todo su cariño por Tonio, nunca podrá igualar la emoción abrumadora y la intensidad de este anhelo que queda para siempre cegado por una crueldad irónica e incomprensible de Tonio.
El padre muere, la madre se casa con un virtuoso de nombre italiano, al que sigue al extranjero. Tonio deja su ciudad natal y se muda a Múnich, donde su mente se agudiza aún más y comienza a ver a través del mundo y a burlarse de su trivialidad: "Pero lo que vio fue esto: comedia y miseria, comedia y miseria."
"Pero, estando muerto de corazón y sin amor, cayó en aventuras de la carne, descendió profundamente en la lujuria y la culpa ardiente, y sufrió indescriptiblemente en el proceso. […] Así llegó al punto en que él, zarandeado entre groseros extremos, entre una gélida espiritualidad y una sensualidad devoradora, llevó una vida agotadora con remordimientos de conciencia, que él, Tonio Kröger, básicamente detestaba."
Durante este tiempo su arte madura, crea las primeras obras inusuales y su nombre se convierte en una fórmula en la esfera literaria, denotando excelencia. A partir de ahora puede aceptarse a sí mismo como creador, pero como ser humano no se considera nada, afirmando "que uno debe haber muerto para ser completamente creativo."
"¿Pero qué es el artista? Tonio Kröger, ahora en la treintena y famoso, visita a su amiga artista Lisaweta Ivanovna en su estudio e intenta responder a esta pregunta en una conversación con ella. Se trata de un autodescubrimiento.
El artista Tonio Kröger sabe que el sentimiento por sí solo no es suficiente para la labor artística. Sólo la obra de arte calculada, desarrollada en "fríos éxtasis", es capaz de desencadenar emociones en el espectador."Todo artista real y sincero sonríe ante la ingenuidad", uno puede guiarse en la producción artística por las propias emociones y no por el frío cálculo del efecto. El frío y la soledad separan al artista de la humanidad, el artista perfecto es un empobrecido. Representa lo humano sin participar en lo humano. La vida en su seductora banalidad se erige "como un eterno contraste" con el espíritu y el arte.
Tonio Kröger se lo confiesa a Lisaweta Ivanovna: ama la vida. Admite que se siente atraído por lo inofensivo, lo simple y lo vivo, profesando un "anhelo furtivo y consumidor por los deleites de lo ordinario". Tonio Kröger se despide de Lisaweta Ivanovna. Quiere viajar, airearse una vez. Se siente atraído por las esferas del norte, por Dinamarca. En ese momento vivía en Múnich. Le gusta la brisa marina y la cocina escandinava, muy parecida a su cocina casera. Los nombres también tendrían el mismo sonido que en casa. Por ejemplo, "un sonido como 'Ingeborg', un arpa de poesía impecable". Y los libros profundos, puros y humorísticos que se escribieron allí, los quiso leer en su país de origen.
Lisaweta Ivanovna ve a través de él. Cuando se le pregunta, admite que su ciudad natal también está en su itinerario."Sí, estoy tocando mi - mi punto de partida, Lisaweta, después de trece años, y puede volverse bastante raro".
Ha llegado a su ciudad natal de frontones estrechos y torres puntiagudas. ¿Alguien lo reconocerá? No, ya nadie lo conoce. El recorrido por la ciudad lo lleva más allá de la casa de Inge Holm. Se detiene frente a la casa de su padre. Cuando entra en ella, se sorprende al descubrir que se ha instalado una biblioteca pública. ¿Biblioteca pública? piensa Tonio Kröger, ya que considera que ni el pueblo ni la literatura tienen nada que hacer allí.

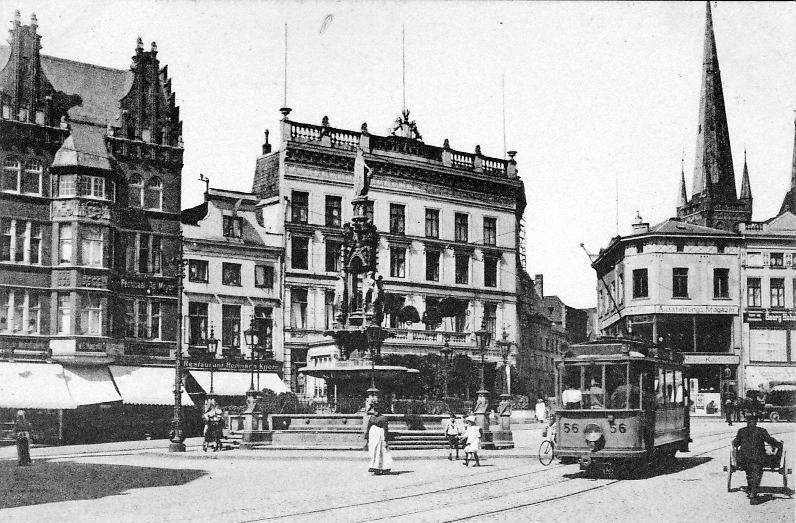
Hotel Stadt Hamburg en 1905

En la recepción del hotel, el comportamiento reservado de Tonio Kröger despierta curiosidad. Cuando está a punto de irse, ocurre un curioso incidente. Tiene que responder a las preguntas de un oficial de policía. Se cree que es un impostor y estafador buscado, que huye de Múnich a Copenhague. ¡Tonio no lleva pasaporte con él! En su billetera sólo hay unos billetes y la prueba de una novela que se está imprimiendo. El dice."Ahí está mi nombre. Escribí esto y ahora va a ser publicado, ya  ve", y de hecho, se acepta este tipo de legitimación, Tonio Kröger puede seguir viajando. Viaja a Copenhague en barco."¡El Mar Báltico! Experimenta el mar de su infancia. Pasa la noche en cubierta. Al principio todavía está mirando el mar muy picado. Luego cae en el sueño."Y cuando la espuma fría salpicó su rostro, se sintió como una caricia para él mientras estaba medio dormido."
En Copenhague lo invade un estado de ánimo extraño: "Y de todos modos, mientras respiraba el aire húmedo del mar en respiraciones lentas y pensativas, vio ojos que eran tan azules, cabello tan rubio, rostros que eran del mismo tipo y formación como él lo vio en los sueños extrañamente dolorosos de la noche que había pasado en su ciudad natal. Continúa su viaje, dejándose llevar por su intuición, primero en barco a Elsinor, de allí en coche' a Aalsgaard, donde alquila una habitación en un pequeño hotel.

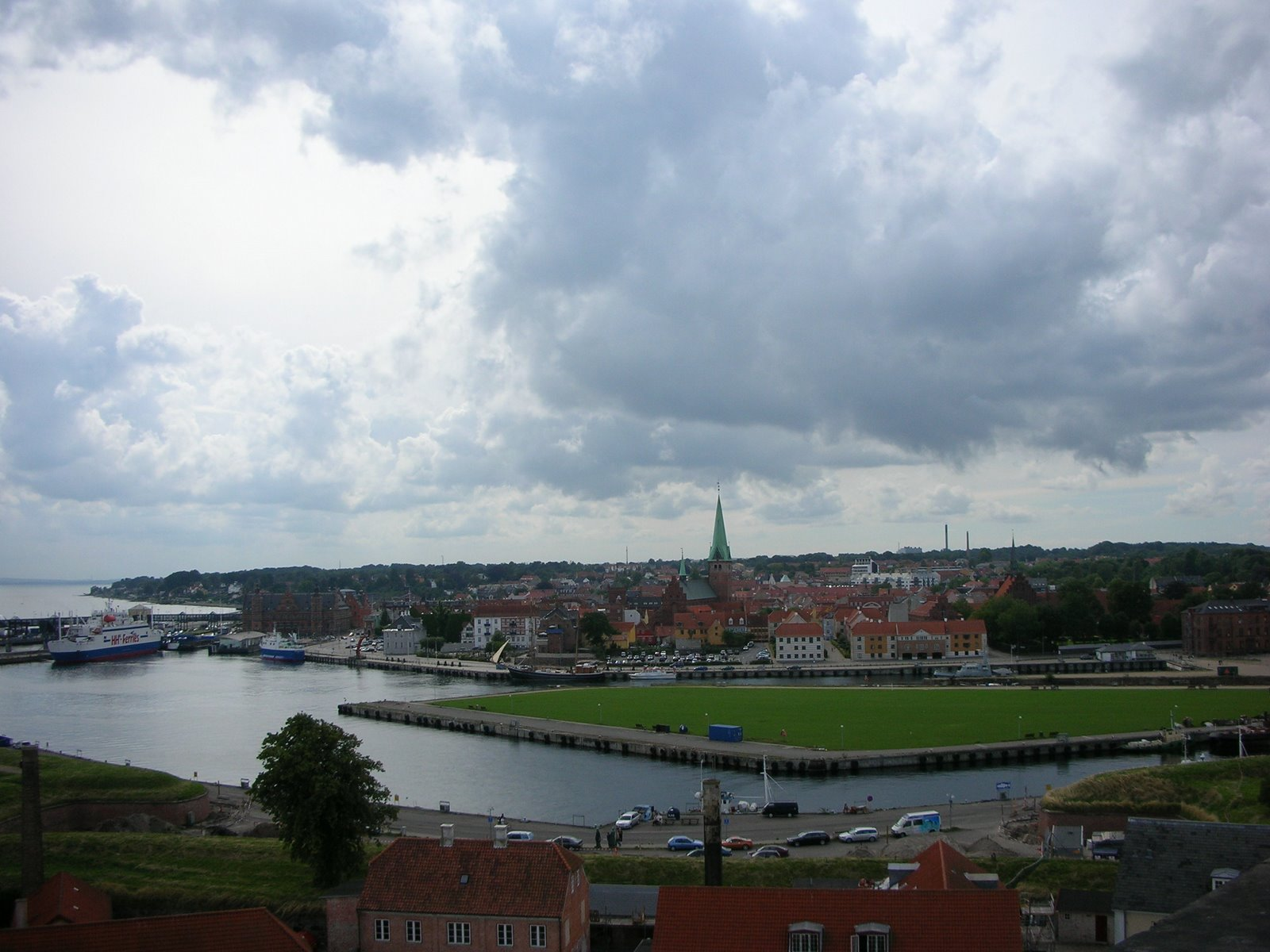
Vista de Elsinor desde el castillo.

La tranquila vida del hotel se ve interrumpida cuando un día llega una multitud de excursionistas, entre ellos una joven pareja rubia, que evoca melancólicos recuerdos de Hans Hansen e Ingeborg Holm en Tonio Kröger. Por la noche, las experiencias de la antigua lección de baile de Tonio Kröger se repiten en diferentes circunstancias: se organiza un baile para los excursionistas, que un mayordomo vanidoso manda, "mandó, por Dios, en francés, y sacó a relucir los sonidos nasales de una forma incomparablemente distinguida". Tonio Kröger se para en la terraza nocturna y observa a los "que bailan en la luz",  "y de repente la nostalgia sacudió su pecho con tal dolor que involuntariamente retrocedió aún más en la oscuridad, para que nadie pudiera ver las contracciones de su rostro".
Ojalá hubiera podido ser como Hans Hansen, piensa Tonio Kröger, "¡vivir, amar y alabar en una feliz normalidad libre de la maldición del conocimiento y el tormento creativo! ¿empezar de nuevo? Pero no ayuda. Volvería a ser así: todo volvería como fue. Porque algunos se extravían por necesidad, porque no hay camino correcto para ellos en absoluto." "Sí, era como entonces, y él era feliz como entonces. Porque su corazón estaba vivo. Pero ¿qué había pasado durante todo el tiempo en que se había convertido en lo que era ahora? -solidificación, yermo, hieloe y espíritu, ¡y arte! "
Tonio Kröger le cuenta en una carta a Lisaweta Ivanovna el resultado de su introspección y autodescubrimiento: "Estoy entre dos mundos, no estoy en casa en ninguno de los dos y como resultado lo tengo un poco difícil. Tus artistas me llaman ciudadano, y los ciudadanos tienen la tentación de arrestarme… No sé cuál de los dos me ofende más. Los ciudadanos son estúpidos; pero vosotros, adoradores de la belleza, que me llamáis flemático y sin anhelo, recordad que hay un arte tan profundo, tan desde el principio y por el destino, que ningún anhelo parece más dulce y más sensible que las delicias de la vida ordinaria.
Anticipa una gran carrera como artista y una fama aún mayor."Lo que he hecho no es nada, no mucho, casi nada. Lo haré mejor, Lisaweta, es una promesa". Cuando cierra los ojos, ve un enjambre de sombras de figuras humanas que le hacen señas para que las incluya en su obra, "para desterrarlas y redimirlas". Él le tiene mucho cariño. Pero, sus amores más profundos y lejanos pertenecen a los rubios y de ojos azules, los brillantes, los vivos, los felices, los amables y los ordinarios."No regañes a este amor, Lisaweta; ella es buena y fructífera. Hay anhelo y envidia melancólica y un poco de desprecio y toda una casta dicha."

## Personajes

### Tonio Kröger
Tonio Kröger se ha hecho un nombre como poeta en el mundo literario. De gran talento como artista y capaz de "forjar algo completo de una manera relajada", se inhibe cuando trata con los demás. Reconoce que le falta una imparcialidad natural cuando se compara con "los que no necesitan el espíritu", los rubios descomplicados, de ojos azules y apariencia atractiva. Para él encarnan una mediocridad sólida y simpática. Tonio Kröger, que parece extranjero del sur, se siente atraído por ellos y, sin embargo, permanece solo.
La conciencia de ser un extraño y un mero espectador que intenta en vano hacer amigos es también lo que tanto le conmueve de Don Carlos, cuya lectura intenta sin éxito hacer apetecible a Hans Hansen: "Está, por ejemplo, el pasaje  ¿El rey lloró? donde el rey lloró porque fue traicionado por el marqués […] Pero puedes entenderlo tan bien que lloró, y en realidad siento más pena por él que por el príncipe y el marqués juntos. Siempre está completamente solo y sin amor, y ahora cree que ha encontrado a alguien que lo traiciona"
Para Thomas Mann y sus héroes, el mundo está dividido en espíritu y naturaleza, y eso no se puede salvar. En la novela, la literatura representa el espíritu. Burguesía significa naturaleza, vida e imparcialidad, también imparcialidad erótica. Tonio Kröger, un intelectual, se convierte en un extraño involuntario porque reconoce y ve a través de los otros. La obra de Thomas Mann se caracteriza por una observación reflexiva de su entorno. Como escritor, ve como su deber rastrear astutamente las causas de las cosas y así cumplir su papel tanto de artista como de crítico. En consecuencia, en su obra de se acoplan arte y conocimiento, es decir, arte y perspicacia intelectual, desenmascaramiento crítico y desilusión.
David Luke escribió al respecto que "nacido esencialmente de dos temas que interactúan, uno intelectual y otro personal. El material intelectual era la continua discusión de Mann consigo mismo acerca de los orígenes psicológicos y los efectos del talento literario: en particular, en ese momento, la cuestión de si un tipo intelectualmente sofisticado de creatividad literaria, que involucraba ironía y desapego, no deshumanizaba al artista, disminuyendo su capacidad de compasión, llevándolo a una especie de limbo emocional, privándolo cada vez más de su capacidad de sentir. A esto se sumaba el ya conocido problema nietzscheano de la dispepsia filosófica: el conocimiento y la intuición (Erkenntnis) que parecían inevitablemente implicar desilusión, pesimismo y nihilismo ético, hasta el punto de rebelarse contra ello en lo que Tonio Kröger llamaría Erkenntnisekel, la náusea del saber." Tonio Kröger se compara en sus afirmaciones sobre la náusea del saber con Hamlet, quien para él representa el prototipo del literato, que se vuelve incapaz de actuar a través del conocimiento, a través de la reflexión constante. No sólo Tonio sino también su autor Mann se compara con los héroes de Shakespeare y, en consecuencia, deja fluir una parte de su propio arte en la figura artística.
T. J. Reed señala  que la ambivalencia de la situación de Tonio se puede comparar con "la caída bíblica del hombre, que también fue una cuestión de 'Erkennung', y por lo tanto, por supuesto, es parte de una notoria tradición alemana que se remonta a Kleist y Schiller. Tonio Kröger es incapaz de volver al Jardín del Edén preconsciente, o al estado de gracia. Sólo puede resolver… moderar su conciencia crítica con amor, el amor burgués por la humanidad ordinaria que él compara con la caridad cristiana… de Corintios 1 XII."

### Hans Hansen e Ingeborg Holm
Cuando reaparecen en el hotel de playa de Tonio Kröger, no son los dos "por los que había sufrido amor en el pasado", sino extraños que corresponden al ideal de amor de Tonio Kröger. El texto lo aclara más adelante."[…] Hans e Ingeborg eran no tanto en virtud de las características individuales y la similitud de la vestimenta, como en virtud de la igualdad de raza y tipo, esta especie clara, de ojos azul acero y cabello rubio […]". Son dobles, al igual que el mariscal en la obra de Schiller y la joven que se cae bailando.
Los términos "raza" y "tipo" aluden a la "bestia rubia" de Nietzsche, en la que representan "los impulsos a la vida" y "todo lo que aún era fuerte y feliz". Dijo Mann al respecto: "La 'bestia rubia' también acecha en mi obra juvenil, pero está bastante despojada de su carácter bestial, y no queda más que la rubia junto con la falta de ánimo.

### Lisaweta Ivánovna
Tonio Kröger es amigo de la pintora Lisaweta Ivanovna (el nombre hace referencia a la segunda víctima de asesinato de Crimen y castigo de Dostoievski). La figura puede ser considerada difícilmente como un personaje con vida. Tiene, no por casualidad, la misma edad que Tonio Kröger, si bien ya ligeramente gris en las sienes y encarna -si es que encarna algo- una de las dos almas en su pecho. El gran diálogo en el centro de la novela es solo el monólogo interior de Tonio, dividido, sin mucho esfuerzo, entre dos voces.
Al final del cuarto capítulo, como quintaesencia de su monólogo -Tonio Kröger apenas la deja hablar en la conversación del estudio- dice  Lisaweta Ivanovna: "Pues bien, la solución es que usted, ahí sentado, es, simple y llanamente, un burgués. […] Es usted un burgués descarriado, Tonio Kröger, un burgués que ha errado el camino." Esta fórmula le muestra su verdadera naturaleza y su autoaceptación reprimida. Tras unos segundos de silencio, Tonio Kröger agarra su bastón y su sombrero, se despide y se marcha."Después de la contestación de Lisaweta Tonio se encuentra liquidado. Se posiciona nuevamente, pero de forma consciente, en donde antes estaba, en la oposición entre arte y vida, ante la indecisión de escoger el mundo del arte, los excesos y los sentimientos o el mundo de los normales, la moral y lo tradicional."

## Temas

### Vicisitudes de un nombre
Su primer nombre, que causa revuelo entre sus compañeros, "Te llamo Kröger porque tu nombre es muy loco, lo siento, pero no me gusta. Tonio… ¡Ese no es un nombre en absoluto […]!", se remonta a su madre sureña Consuelo, a quien el padre de Tonio, un comerciante nórdico, "[…] primero sacó del fondo del mapa [ …] Tonio nace de la conexión desigual del padre de clase media con la "[…] madre oscura y fogosa, que toca tan maravillosamente el piano de cola y la mandolina [… ]". En la persona de Tonio Kröger, la vida cotidiana, simbolizada por las raíces hanseáticas de su padre, se combina con el arte y lo espiritual que heredó de su madre sureña.

### Autoanálisis
Vaget (2001) dice: "Tonio Kröger no es una historia del todo satisfactoria, pero sin duda es importante". Si uno lee la novela como un autoanálisis de Thomas Mann, entonces de 27 años, que se ha convertido en literatura, y no como un paradigma del arte, la novela es concluyente. La interpretación biográfica conviene a Thomas Mann. Su lema de vida fue: "¡Que el mundo me conozca, para que me perdone!" (August von Platen).
"Tonio Kröger es probablemente, junto con Doktor Faustus, la obra más autobiográfica de todas y muestra precisamente cómo se desarrolló Mann en la etapa de su niñez y juventud. Las propias interrogantes de Mann son las interrogantes de sus personajes. Sus inquietudes, o sea, las inquietudes de un artista escritor son aquellas que también aquejan a Tonio Kröger, a Spinell, el personaje en Tristán, a Gustav Aschenbach en Muerte en Venecia y, más adelante, a Adrián Leverkühn en Doktor Faustus."

### La burguesía y el artista
Durante toda la obra, se muestra en la vida de Tonio una dualidad heredada de su familia: por un lado, la vida burguesa donde destaca el trabajo y el estatus social, heredada por parte de su padre; por el otro, la vida artística y apasionada donde predomina la belleza, heredada por parte de su madre. Tonio intenta a lo largo de toda su vida encajar en alguno de esos dos perfiles. Esta inadaptación, junto con la imposibilidad de ser ambas cosas a lavez, genera una profunda frustración: "Estoy entre dos mundos, pero ninguno de ellos es mi patria y, en consecuencia, me encuentro en una situación difícil. Vosotros, los artistas, me llamáis burgués, y los burgueses han querido encerrarme en la cárcel […] No sé cuál de las dos cosas me mortifica más. Los burgueses son estúpidos, pero vosotros, los adoradores de la belleza, vosotros que me llamáis flemático y apático, deberíais pensar que existe una manera de ser artista tan profunda, tan determinada por el nacimiento y el destino, que nada le parece tan dulce y digno de ser vivido como el anhelo de las delicias de la banalidad."
"Mann opone como Goethe el romanticismo al clasicismo; niega la predominancia del sentimiento avasallador que aniquila la conciencia, contrapone la disciplina vital a la anarquía del sentimiento. Pero sobre todo considera vida a un orden burgués que determina una moral y define una conducta. La relación de sus personajes principales con el arte presupone un enfrentamiento de la salud y la enfermedad. El arte se alía diabólicamente a la destrucción y deteriora con violencia y de un solo golpe a quien ha vivido estrictamente disciplinado." 
Tollinchi señala también con respecto al tema: "En  Tonio  la  disciplina  y  la  rutina  burguesa  se  transforma  en  el  trabajo  del  artista que fundamentalmente   se   concibe   como   ascetismo   y   negación   de   la   naturalidad.   La impasibilidad necesaria lo convierte en simple espectador y observador de la vida, no en participante."
Tonio Kröger expresa la soledad del artista: ""La literatura es todo menos oficio; es una maldición, para que lo sepa. ¿Cuándo comienza a notarse esa maldición? Pronto, terriblemente pronto. En una época en que aún tendría que vivir uno en paz y concordia con Dios y con los hombres. Empieza uno a sentirse marcado por un misterioso antagonismo frente a los demás, las personas normales y correctas; luego se acentúa el abismo de ironía, falta de fe, oposición, saber y sentimientos entre uno mismo y los demás; al final, uno se queda solo y, a partir de entonces, ya no puede haber comunicación."
Mann escribió el 23.04.1925 en una carta a Julius Bab: "Que lo social es mi lado débil, soy plenamente consciente de esto y también sé que me encuentro en cierta contradicción con mi forma de arte, la novela, que exige y trae consigo lo social. Pero la atracción –lo digo muy frívolamente– de lo individual, lo metafísico es incomparablemente mayor para mí."

### Identidad sexual
Diversos detalles en el texto indican que el conflicto de Tonio no se limita a su identidad social y artística, sino también a la sexual. Su amistad con Hansen tiene una resonancia homoerótica: "Pero mi amor más profundo y lejano es por el rubio, el de ojos azules, el de vitalidad brillante, el feliz, el encantador y el ordinario. No regañes a este amor, Lisaweta, el es bueno y fructífero. Hay añoranza en él y envidia melancólica y un poco de desprecio y una dicha completamente casta." 
También en la escena del baile juega un papel ambivalente: Tonio se suma por descuido al grupo de las muchachas, lo cual lleva a la reprimenda de su maestro de baile, que lo llama "señorita Kroger" y lo conmina irónicamente a abandonar la fila, cosa que avergüenza a Tonio. 
En el sur vive de forma disoluta, una experiencia que le produce remordimientos y sentido de culpa. Sus aventuras excéntricas rompen con los códigos burgueses de comportamiento y las tradiciones cristianas que le fueron inculcadas. El tema de la homosexualidad no es tratado de forma explícita sino tabuizada: Tonio desciende a la lujuria y se siente culpable, sin que se explique que ha sucedido.
Sobre su compañero de clase Armin Martens, quien murió joven y fue el modelo a seguir para la figura de Hans Hansen escribió Thomas Mann en su carta de condolencias a su hermana Ilse el 7de abril de 1906: "Sabes que fue para mi primer, más fresco, más tierno sentimiento", y el 19 de marzo de 1955, cinco meses antes de su muerte, Thomas Mann respondió a un antiguo compañero de clase: "Totalmente sin enfatizar (probablemente a propósito), el nombre de Armin Martens está incluido en su lista y, sin embargo, habría merecido un subrayado rojo. Porque lo amaba, en realidad fue mi primer amor, y nunca me fue concedido uno más tierno, más dichosamente doloroso. Algo así no se olvida, y pasaron 70 años significativos. Puede sonar ridículo, pero atesoro el recuerdo de esta pasión de inocencia". El encanto de Armin Martens sufrió daños considerables desde la pubertad."Pero le puse un monumento en "Tonio Kröger". […] También es extraño pensar que todo el destino de este ser humano fue despertar un sentimiento que algún día se convertiría en un cuento perdurable".
"Luego de terminar la tetralogía de José y sus hermanos, mientras revisaba viejos apuntes en busca de un nuevo plan de trabajo, Thomas Mann se topó con notas  de  la  época  de Tonio  Kröger relacionadas  con  su  antiguo  amor  a  Paul Ehrenberg, y escribió el 17 de marzo de 1943 en su diario:" "No se puede experimentar el amor con más fuerza. Pero al final podré decirme a mí mismo que he pagado las consecuencias de todo. La verdadera obra de arte… el truco consistía en hacer la vida capaz del arte."

## Adaptación cinematográfica
- Tonio Kröger (1964), director: Rolf Thiele, con Jean-Claude Brialy, Mathieu Carrière, Nadja Tiller, Walter Giller, Werner Hinz, Theo Lingen y Günther Lüders. Música de Rolf A. Wilhelm .